# Port de la Fumée
Le port de la Fumée appelé aussi embarcadère de la Fumée est le principal port maritime de Fouras, situé au cœur du littoral de la Charente-Maritime, assurant des liaisons maritimes toute l'année avec l’île d'Aix grâce à deux bacs, "L'Ile d'Aix II" et le "Pierre Loti", et des excursions saisonnières autour de Fort Boyard. C'est le troisième port de voyageurs de la côte charentaise après le Port de Royan et celui de La Rochelle.
Il fait également office de zone de mouillage pour des barges d'ostréiculteurs locaux et également de mouillage temporaire pour des bateaux de plaisance pendant la saison estivale.

## Description géographique du site portuaire
Situé au nord-ouest de la station balnéaire de Fouras, le port de la Fumée est l'un des trois ports de Fouras avec le Port Nord situé dans l'anse de Fouras avec à proximité d'une école de voile et le Port Sud situé dans l'estuaire de la Charente qui est une jetée en maçonnerie pour la plaisance. L'embarcadère est établi sur la pointe de l'extrême nord de la presqu'île de la Fumée, de la pointe de l’Aiguille terminant la pointe de la Fumée, qui est une presqu’île longue de trois kilomètres. 

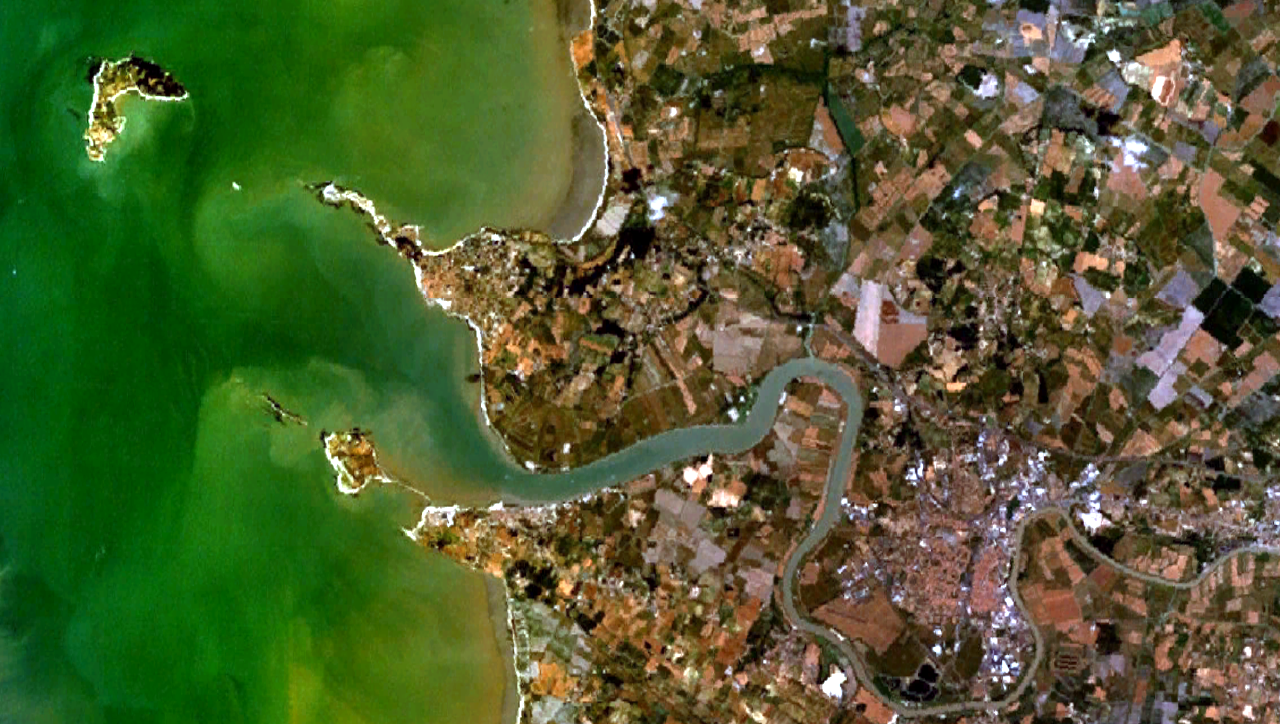
Carte de l'estuaire de la Charente, en bas l'île Madame, en haut la presqu'île de la Fumée à gauche. Au large le point est le Fort Enet et l'île d'Aix

Le site portuaire de la Fumée est constitué d'une jetée d’accès aux deux bacs transbordeurs qui assurent toute l'année depuis 1933 la liaison maritime Fouras - île d'Aix. Cet embarcadère-débarcadère était à l'origine une jetée maçonnée longue de cent mètres environ et large de deux mètres, elle avait été construite en 1874-1875. L’extrémité de la jetée se signalait par une balise à triangle blanc montée sur une tourette métallique.
Le site appartenant aujourd'hui au conseil départemental a été modernisé et agrandi au fil du temps avec surtout l'augmentation de la longueur de la jetée (+ 70 m dans la direction Nord/Est), de la largeur et la construction d'une cale de mise à l'eau pour petites embarcations. Les travaux ont été exécutés au fur et à mesure du temps et les derniers datent de 1990.  
Si ce port est peu pratique à cause des rochers environnants sur la partie Ouest, il a cependant l’avantage d’être constamment accessible pour les petites embarcations grâce à l'augmentation de la longueur du quai, même à marée basse avec environ 1 mètre de profondeur au bout du quai. Il est aménagé et réservé prioritairement pour l’accostage des deux bacs assurant la liaison maritime avec l’île d’Aix.
Le port de la Fumée dans sa partie vers l'Est sert de zone de mouillages forains qui peut accueillir jusqu’à 61 unités pendant la haute saison sur des bouées de corps-mort. Ses eaux un peu plus profondes lui permettent un accostage moins tributaire des heures de marée. Mais les services à la disposition des plaisanciers sont extrêmement sommaires et se limitent seulement à la cale de mise à l’eau.

## Historique de la liaison maritime Fouras-Île-d'Aix

### Des liaisons sporadiques jusqu’en 1933
Jusqu’en 1883, il n’existait pas de véritable liaison maritime entre Fouras et l’île d'Aix bien qu’« avant 1789, Fouras était le port officiel d’embarquement pour l’île d’Aix ». Si jusqu’en 1883, le site de la Fumée servait déjà d’embarcadère et de débarcadère pour assurer des relations entre l’île d'Aix et le continent - que les habitants de cette petite île appelaient la Grande Terre-, le service maritime était quasi inexistant, seul un « service régulier pour les troupes militaires et le courrier » devait être effectué par les « barques fourasines » qui en assuraient la liaison au moyen de chaloupes.
Jusqu’en 1835, l’embarquement pour les habitants autres que militaires se faisait en canot.

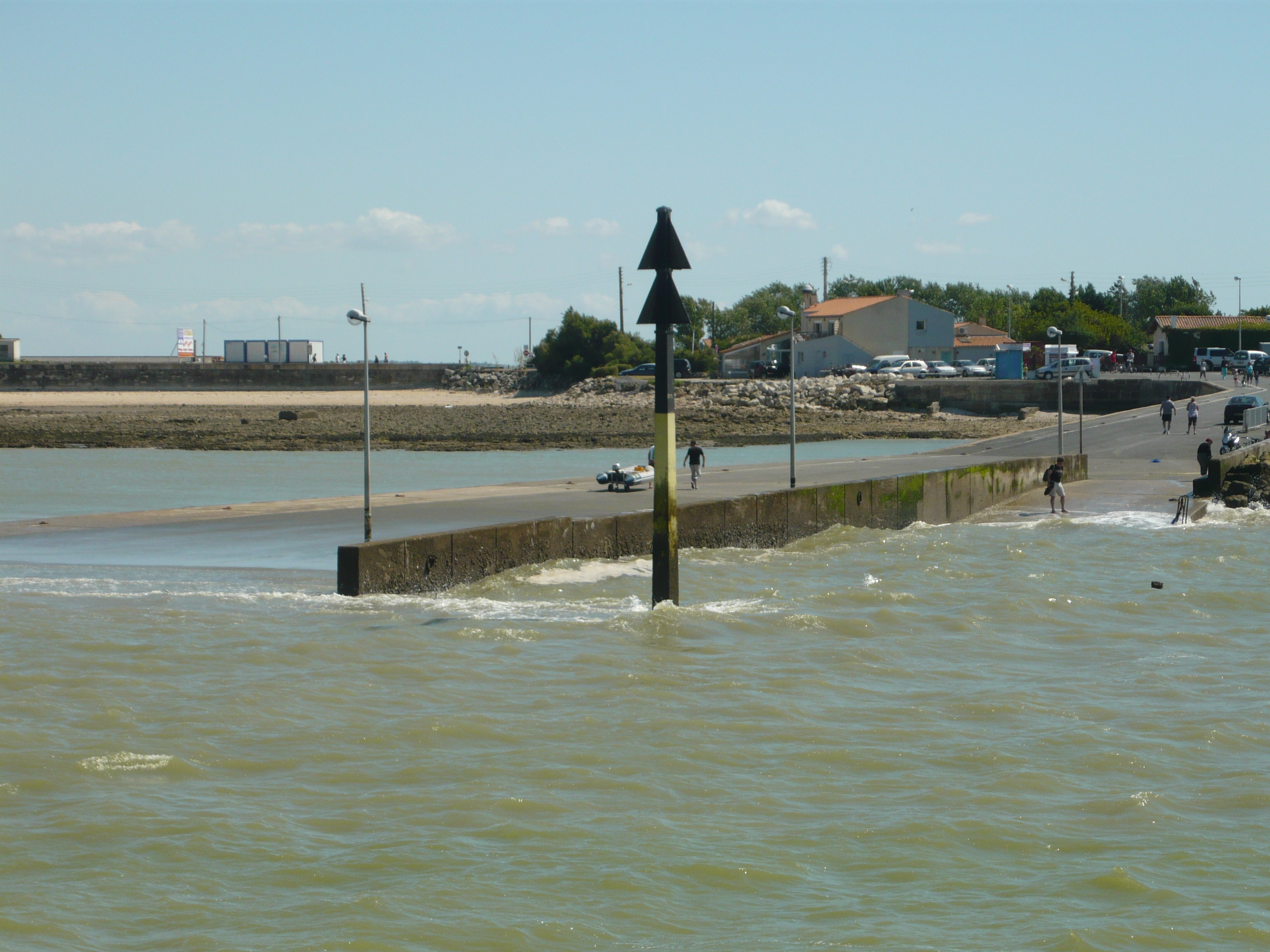
Vue partielle de la jetée de la Fumée aujourd'hui avec la cale de mise à l'eau au premier plan à droite

Il fallut attendre l’année 1875 pour que le site de la Fumée soit aménagé avec construction d’une jetée maçonnée de 170 mètres de longueur afin de permettre une liaison maritime avec l’île d'Aix mais elle ne prit pas de véritable essor. La municipalité de Fouras avait même envisagé d’étendre le site portuaire de la Fumée en y creusant un bassin et en annexant le fort Énet afin d’en faire un port en eau profonde qui aurait servi de site d'escale pour les transatlantiques et un port-abri pour les vaisseaux militaires qui auraient bénéficié d'« une fosse assez profonde pour tous les grands navires, cuirassés ou paquebots, dont le tirant d’eau maximum est de 8 mètres ». Le projet fut adopté par la municipalité en 1879 mais n'aboutit jamais rencontrant beaucoup de résistance, notamment des notables de La Rochelle qui, l’année suivante, firent creuser le port de La Pallice.
En 1883, lorsque la voie ferrée fut prolongée entre la gare de Fouras et l'extrémité nord de la pointe de la Fumée, apparut véritablement les premières liaisons touristiques et saisonnières avec l’île d’Aix et aussi avec l’île d’Oléron.
En 1892, le port de la Fumée fut électrifié en étant pourvu d’un système d’éclairage installé sur une tourelle à l'extrémité du quai au Nord pour signaler sa présence et conforter la défense des côtes. Des logements pour les gardiens du site furent édifiés.
Malgré ces améliorations techniques, le port de la Fumée n’avait qu’une utilisation saisonnière qui battait son plein au cœur de l’été tandis que les besoins pour les servitudes militaires s’amenuisaient. Chaque été, en juillet et en août, des convois de voyageurs amenés par des trains stoppaient et animaient la pointe de la Fumée jusqu’à la fin de l’été 1914.
Il fallut attendre l’année 1928 pour qu’une liaison maritime entre le continent et l’île d’Aix soit envisagée de manière permanente.

### L’instauration de la liaison maritime permanente Fouras-Île-d’Aix depuis 1933
C’est sous l’impulsion du baron Napoléon Gourgaud (1881-1944) alors bienfaiteur de l’Île d'Aix, qu’est créée en avril 1928 une première desserte par bateau motorisé entre le port de la Fumée et l’île d’Aix. La même année, la jetée du port de la Fumée est reconstruite après avoir été abandonnée durant la Première Guerre mondiale, ceci aussi afin de pouvoir recevoir le président du Conseil Édouard Herriot lors de son déplacement dans l’île d’Aix en septembre de la même année.
Mais ce n’est qu’en 1933 que la liaison maritime entre l’île d’Aix et Fouras est instaurée de manière permanente grâce à la création de la « Compagnie Maritime Charentaise » de l'armement Alphonse Viacrose .
Après plusieurs embarcations utilisées au fil du temps, La vedette "Patrie II" est mise en service en 1938 et sera le seul bateau en service pendant toute la durée de la guerre.
Jamais interrompue pendant les sombres années de la Deuxième Guerre mondiale malgré les dangers, mines, fusains, souvent réquisitionnée par l'armée d'occupation, la liaison maritime reprend officiellement du service au lendemain des hostilités et, en 1948, un deuxième bateau, « L’Aiglon », vient doubler la fréquence des liaisons.
En juin 1952, la « Compagnie Maritime Charentaise » d'Alphonse Viacroze est rachetée par la « Régie Départementale des Passages d’Eaux », gérée directement par le conseil général de la Charente-Maritime, qui reprend les deux vedettes en service "Le Patrie II" et "L'Aiglon" et plus tard décide de moderniser la flotte en faisant construire une vedette en acier : "Le Roi de Rome" par les "Chantiers et Ateliers de La Perrière" à Lorient, le bateau est mis en service en août 1956.
Dix ans plus tard avec les problèmes de chargement et de déchargement à la main des marchandises et des matériaux sur "le Patrie II", un bac "l'Ile d'Aix" est construit à La Pallice par les "A.C.R.P", et mis en service en juin 1966. Il permet un approvisionnement direct par camion sans manutentions avec une capacité de transport de deux camions de 10 t. 

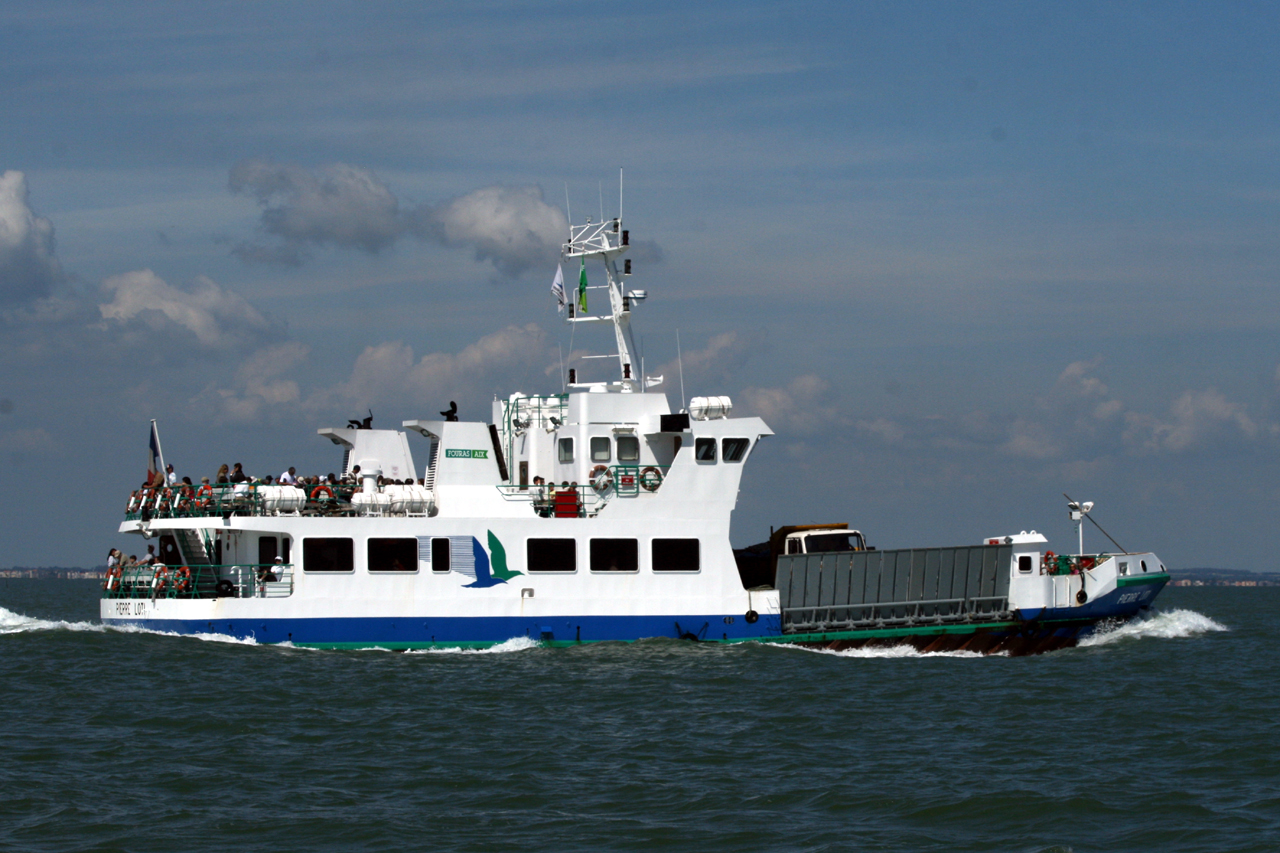
Le bac "Pierre Loti" CNP (1992) fait partie de la flotte des 2 ferries assurant la liaison maritime entre l'île d'Aix et Fouras.

Depuis 1992, deux bacs transbordeurs de plus grande capacité assurent donc les liaisons maritimes permanentes au départ de Fouras. Venant épauler le premier bac "Ile d'Aix" réformé en 2011 et démoli, un deuxième bac, le « Pierre Loti », fut construit par les Chantiers Navals du Ponant de La Pallice et mis en service en 1992.
Depuis Février 2011 un nouveau bac "Ile d'Aix II" est venu épauler le "Pierre Loti" à la belle saison. 
En 1993, la « Régie Départementale des Passages d'Eaux » ayant été dissoute à la suite de la réalisation et la mise en service du « Pont de l’île de Ré », elle est relayée par la « Société Fouras-Aix », créée par le conseil régional avec une participation du groupe Véolia, dans le cadre d’une délégation de service public du conseil départemental, dont l’affermage durera jusqu’en 2023.

## Le troisième port de voyageurs du littoral charentais
Port maritime depuis 1933, le port de la Fumée a vu son trafic voyageurs croître fortement avec la démocratisation des loisirs. 
Les liaisons maritimes Aller-Retour entre Fouras et l’île d’Aix suivant les marées, se font cinq fois par jour en moyenne en hiver avec un seul bac, et une vingtaine de fois avec l'emploi des deux bacs chaque été. La durée de la traversée est en moyenne de vingt à vingt-cinq minutes pour une distance moyenne de six kilomètres, car suivant la hauteur de marée, la route suivie entre le continent et l’île est différente. Plus de 6 400 traversées sont assurées chaque année.

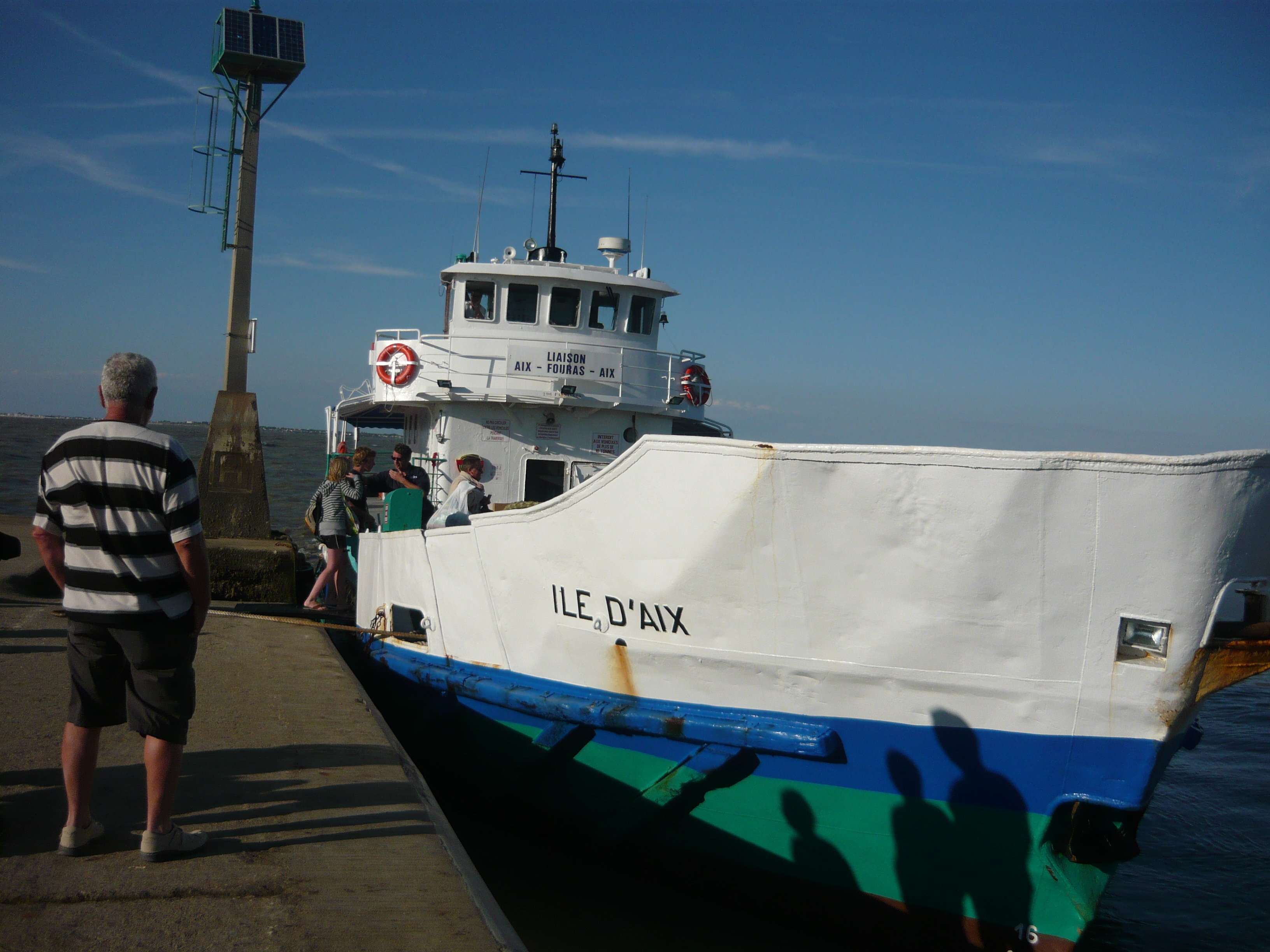
L' ancien bac "Ile d'Aix" ACRP (1966) réformé en 2011 (45 ans) et démoli à La Côtinière en mars 2014.

Depuis 1992, sa flottille s'est modernisée avec la mise en service du "Pierre Loti" et sa capacité de transport s'est beaucoup accrue. Le dernier bac "L’île d’Aix II" est venu renforcer la flotte le 18 février 2011. Il a une capacité d’accueil de 300 passagers sur deux ponts, le pont principal avec des toilettes et une grande cabine fermée sur l'arrière et au-dessus un pont ouvert avec rambarde et garde-corps. 
Environ 187 000 voyageurs transitent chaque année entre le port de la Fumée et l’île d’Aix qui ont pour origines : les insulaires, les propriétaires de résidences secondaires, et les touristes de passages en vacances dans la région dont une part très importante pendant la saison touristique. Ce qui classe ce port maritime au troisième rang départemental après le port de Royan (plus de 800 000 voyageurs) et celui de La Rochelle (environ 220 000 passagers). 
Les deux bacs assurent aussi le transport de 13 000 cycles et 3 200 véhicules chaque année. Toutefois seul l'accès est réservé aux véhicules de transports et d'approvisionnements en matériaux et marchandises de toutes sortes, camions, camionnettes de livraisons, voitures particulières (exceptionnellement pour déménagements). Tous doivent présenter au capitaine du bac une autorisation écrite délivrée par le maire de l'Ile d'Aix. C'est ainsi que tous les approvisionnements se font par camionnettes et camions avec une longueur limité à 8 m.
Par ailleurs, un service saisonnier au départ du port de la Fumée est assuré par une petite société locale, Les Croisières fourasines. Cette dernière propose tous les jours chaque été une excursion maritime autour du célèbre fort Boyard.

## Galerie d'images

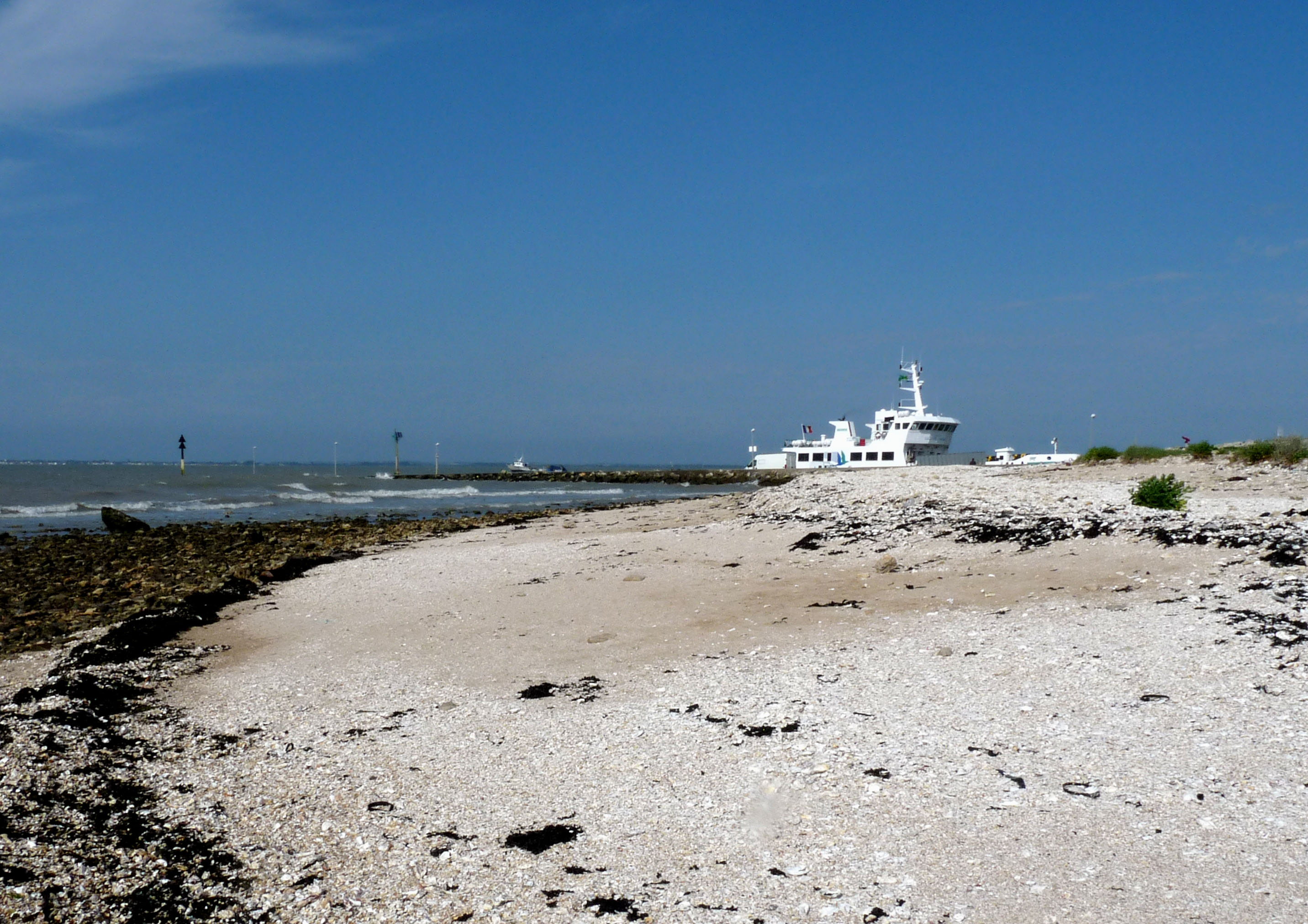
Le bac Pierre Loti à quai en provenance de l'île d'Aix.
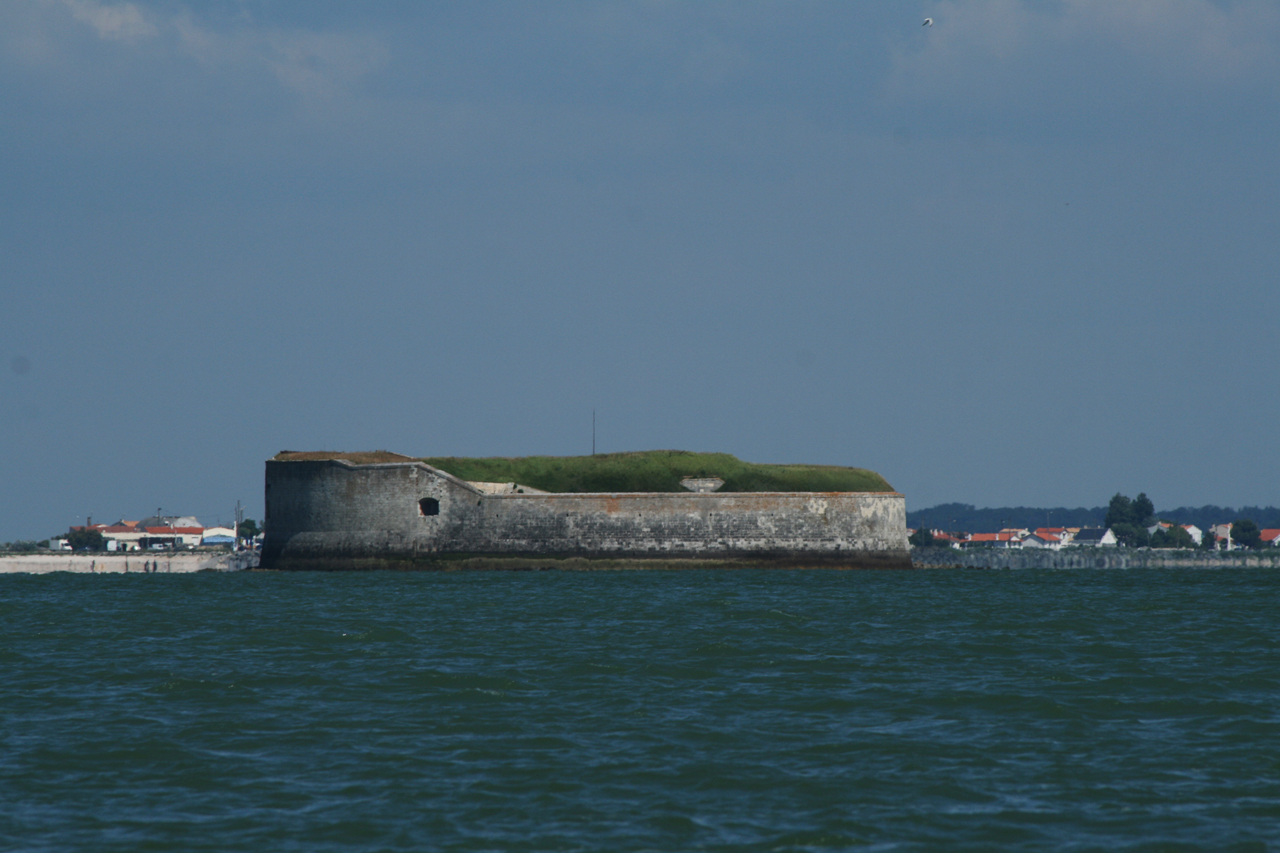
Au large de la pointe de la Fumée se dresse le fort Énet sur le rocher d'Enet.
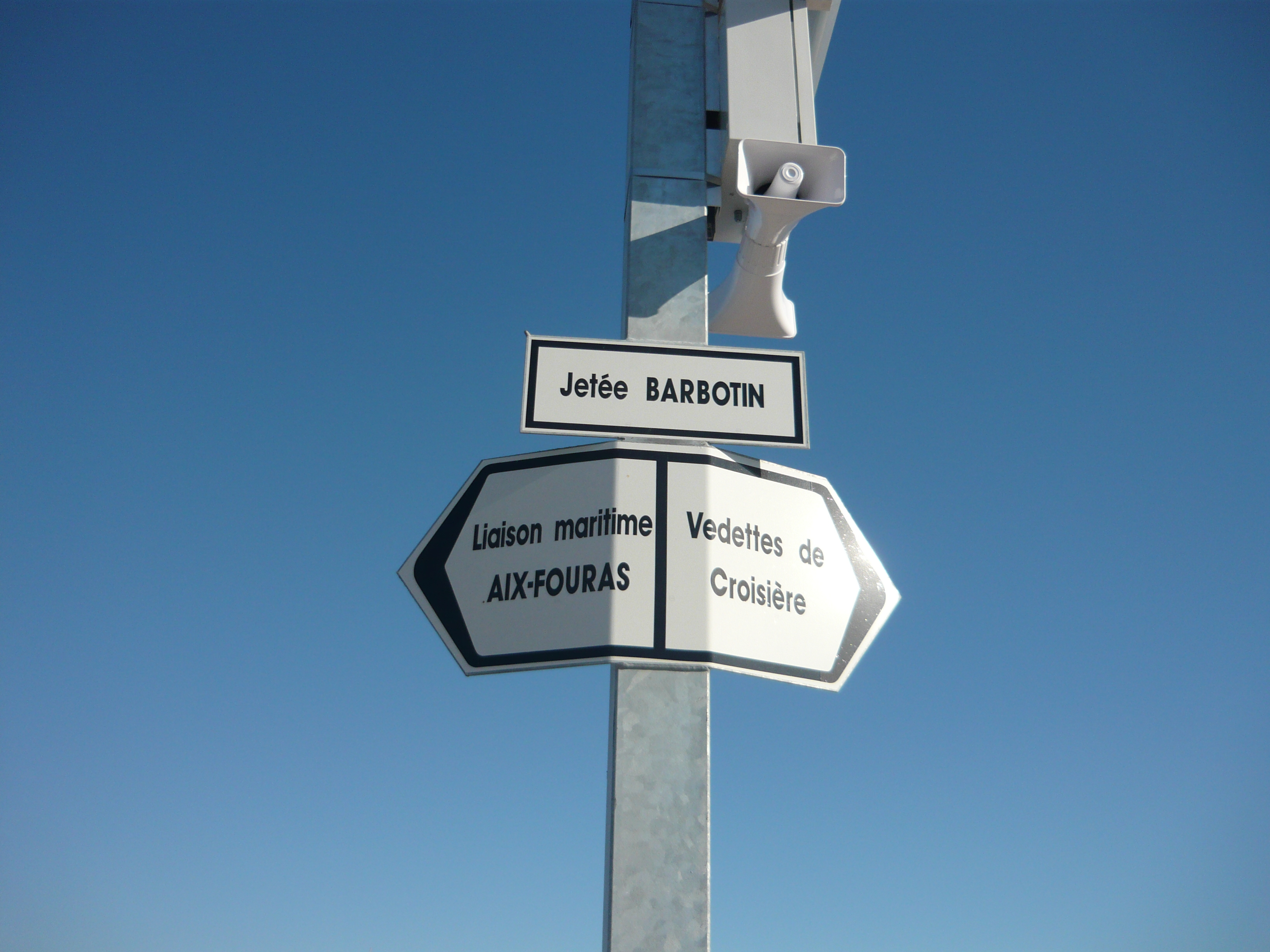
Panneaux sur la jetée "Barbotin" de l'île d'Aix, indiquant la direction des quais pour la liaison maritime Fouras - île d'Aix, et les croisières inter-Iles en été et sonorisation par HP pour informer.

## Pour approfondir

### Repères bibliographiques
- Pierre-Antoine Berniard, Histoire de l’île d'Aix, édition J-M Bordessoules, Saint-Jean-d’Angély, 2006 (191 pages).  (ISBN 2-916344-00-4)
- Antoine Duplais des Touches, Fouras et ses environs, Le Livre d’histoire – Collection Monographies des villes et villages de France, Paris, 2008 (319 pages).  (ISBN 978-2-7586-0208-8)
- Yves Le Dret, Le train en Poitou-Charentes, tome 2, Les Chemins de la Mémoire Éditeur, Saintes (112 pages).  (ISBN 2-84702-116-7)